# Epipsilia ignicola
Epipsilia ignicola là một loài bướm đêm trong họ Noctuidae.